# Clever Ferreira
Clever Domingo Ferreira Ñamandu (20 febbraio 2003) è un calciatore paraguaiano, difensore dell'Atl. Tucumán in prestito dallo Sportivo Ameliano.

## Caratteristiche tecniche
È un difensore centrale.

## Carriera
Cresciuto nel settore giovanile dello Sportivo Ameliano, ha debuttato in prima squadra (e contestualmente anche tra i professionisti) il 12 maggio 2024 nell'incontro di División Profesional (prima divisione paraguaiana) pareggiato 0-0 contro lo Sp. Luqueño. Con il club paraguaiano nel 2025 fa anche il suo esordio nelle competizioni CONMEBOL per club, giocando una partita in Coppa Sudamericana.
Il 10 giugno 2025 è stato ceduto in prestito all'Atl. Tucumán, club della prima divisione argentina ed il 24 luglio seguente ha segnato il suo primo gol in carriera in competizioni professionistiche nella partita di Copa Argentina vinta 2-1 contro il Boca Juniors.

## Statistiche

### Presenze e reti nei club
Statistiche aggiornate al 10 agosto 2025.
| Stagione                 | Squadra                  | Campionato               | Campionato | Campionato | Coppe nazionali | Coppe nazionali | Coppe nazionali | Coppe continentali | Coppe continentali | Coppe continentali | Altre coppe | Altre coppe | Altre coppe | Totale | Totale | Totale |
| Stagione                 | Squadra                  | Comp                     | Pres       | Reti       | Comp            | Pres            | Reti            | Comp               | Pres               | Reti               | Comp        | Pres        | Reti        | Pres   | Reti   |        |
| ------------------------ | ------------------------ | ------------------------ | ---------- | ---------- | --------------- | --------------- | --------------- | ------------------ | ------------------ | ------------------ | ----------- | ----------- | ----------- | ------ | ------ | ------ |
| 2024                     | Sportivo Ameliano        | PD                       | 6          | 0          | CP              | 0               | 0               | CS                 | 0                  | 0                  | -           | -           | -           | 6      | 0      |        |
| gen.-giu.2025            | Sportivo Ameliano        | PD                       | 15         | 0          | CP              | 0               | 0               | CS                 | 1                  | 0                  | -           | -           | -           | 16     | 0      |        |
| Totale Sportivo Ameliano | Totale Sportivo Ameliano | Totale Sportivo Ameliano | 21         | 0          |                 | 0               | 0               |                    | 1                  | 0                  |             | -           | -           | 17     | 0      |        |
| giu.-dic.2025            | Atl. Tucumán             | PD                       | 4          | 0          | CA              | 1               | 1               | -                  | -                  | -                  | -           | -           | -           | 5      | 1      |        |
| Totale carriera          | Totale carriera          | Totale carriera          | 25         | 0          |                 | 1               | 1               |                    | 1                  | 0                  |             | -           | -           | 27     | 1      |        |